# 西沢正次
西沢 正次（にしざわ まさじ、1947年5月19日 - ）は、愛知県宝飯郡御津町（現・豊川市）出身の元プロ野球選手（捕手）。

## 来歴・人物
豊川高校卒業後は1966年に河合楽器へ入社し、岡庭巌の控え捕手であったが、1969年の都市対抗では準決勝に進出。チームメイトに佐藤正治、上垣内誠らがいた。
同年のドラフト6位で広島東洋カープに入団。
1973年から一軍に定着すると、7月4日の巨人戦（後楽園）で新浦寿夫から初ソロ本塁打を放つ。この時の試合は、1回裏に柴田勲の先頭打者本塁打などで2点を先制され、2回裏にも新浦と高田繁の適時打で2点を追加され巨人ペースの展開になる。広島は5回表に西沢がチームの初安打となるソロ本塁打を放ったが、その裏にスタメンに入っている河埜和正もプロ入り初となる2ラン本塁打を放つなど巨人の一方的な試合になり、投げては新浦から島野修へのリレーで2-7と敗れた。9月16日の中日戦（広島市民）では1回表一死満塁から大隅正人の一ゴロの間に1点を先制されたが、3回裏に西沢が星野仙一から左翼席へ運ぶソロ本塁打で同点とする。7回裏には二死二塁から代打ジム・ヒックスが左翼上段への勝ち越し2ラン本塁打、8回裏にも1点を追加。投げては先発佐伯和司が中日打線を4安打に抑え1回の失点のみでの完投勝利で4-1と中日に逆転勝ちし、このシーズン中日戦の勝ち越しを決めた。
1974年には正捕手であった水沼四郎から定位置を奪って自己最多の95試合に出場する。
1975年に三輪悟・米山哲夫との交換トレードで、松林茂と共に太平洋クラブライオンズへ移籍。太る体質とゲーム中でも投手を叱り付ける性格がジョー・ルーツ監督の意にそわずトレードに出され、最初は移籍に渋ったが、江藤慎一選手兼任監督に乞われたと言うことで承諾せざるを得なかった。広島時代はウエスタン・リーグの西鉄戦（平和台）で素晴らしい球威を持っている永本裕章が、構えた所に投げて来ないのに業を煮やし、永本への返球を転がして両軍ベンチを驚愕させたエピソードの持ち主でもある。同年には国貞泰汎もテスト入団してチームメイトとなるが、皮肉にも広島が初優勝し、国貞と共に「初優勝のときに広島にいたかった」という談話がスポーツ新聞に載った。8月6日の阪急戦（平和台）では1回表から阪急打線の集中攻撃で4点を奪われ、先発石井茂雄が1回持たずにKOされる展開となったが、その裏にドン・ビュフォードが先頭打者本塁打で1点を返し、2回裏にもビュフォードが2点適時二塁打で1点差に追い上げ、4回裏に白仁天のソロ本塁打で同点にすると、走者を一人置いて西沢が白石静生から左中間ギリギリに飛び込む勝ち越しの2ラン本塁打を放つ。7回裏にも西沢が満塁から走者一掃の適時二塁打で3点を追加するなど、阪急リリーフ陣を打ちこみ11-4で大勝、西沢は2安打5打点の活躍であった。
1976年には楠城徹の故障もあって70試合に先発マスクを被るが、1977年には若菜嘉晴の台頭で出場機会が減る。
1979年には野村克也・田淵幸一の加入で更に厳しい状況となる。キャンプも二軍班で過ごし、開幕も二軍スタートであった。5月に一軍へ昇格したが、出場機会はかなり限られていた。6月18日の南海戦（大阪）では5-6と1点を追う9回表に伊原春樹の代打で起用されたが、この9回表に西武が同点に追い付いたのは良かったものの、9回までに山崎裕之・大原徹也・伊原と二塁のポジションを守れる選手を使い果たしており、西沢がそのまま二塁手として9回裏の守備に就き引き分けに持ち込んだ。さらに9月2日の阪急戦（富山）でも代打で出場した後に三塁の守備に就く事もあったが、いずれも守備機会は無かった。本職である捕手としてはシーズン終盤の9月下旬以降に数試合で先発起用され続け、10月3日の南海戦（西武）で金城基泰から第1号本塁打を放ったが、その試合以外は無安打で終わり、9月23日のロッテ戦（西武）では4打席連続三振を喫するなど打撃はさっぱりであった。
1980年は野村に加えて新人の大石友好、外野からコンバートされた吉本博らが新たに加わってポジション争いは激しくなり、前年45試合出場の西沢も候補の一人であったが開幕は二軍スタートとなる。二軍戦ではコンスタントに捕手での出場機会はあったものの、実質二軍の正捕手は打撃が魅力の山川猛（同年イースタン・リーグ本塁打王）であり、西沢は浜本龍治に次いで3番手であった。西沢は打率3割をキープするなど打撃好調をキープし一塁手として出場もしていたが、結局シーズン終了まで一軍昇格は果たせなかった。また、シーズン途中の6月25日に新外国人スティーブ・オンティベロスの入団が発表されると西沢は譲る形で背番号を10→44へ変更した。
1981年5月に現役を引退。
引退後は広島に戻り、カープ時代に行きつけであった中区西平塚町の「ふじや焼肉店」で半年間修業。その後は福岡市博多区中洲で焼肉店を経営している。午後6時から午前3時まで約30人が入れる店を一人で切り盛りし、必死で商売に打ち込んだ努力が実り、僅か3年で借金を返済した。

## 詳細情報

### 年度別打撃成績
| 年 度     | 球 団                | 試 合 | 打 席 | 打 数 | 得 点 | 安 打 | 二 塁 打 | 三 塁 打 | 本 塁 打 | 塁 打 | 打 点 | 盗 塁 | 盗 塁 死 | 犠 打 | 犠 飛 | 四 球 | 敬 遠 | 死 球 | 三 振 | 併 殺 打 | 打 率 | 出 塁 率 | 長 打 率 | O P S |
| --------- | -------------------- | ----- | ----- | ----- | ----- | ----- | -------- | -------- | -------- | ----- | ----- | ----- | -------- | ----- | ----- | ----- | ----- | ----- | ----- | -------- | ----- | -------- | -------- | ----- |
| 1971      | 広島                 | 18    | 23    | 23    | 0     | 2     | 0        | 1        | 0        | 4     | 1     | 0     | 0        | 0     | 0     | 0     | 0     | 0     | 8     | 0        | .087  | .087     | .174     | .261  |
| 1972      | 広島                 | 10    | 15    | 15    | 0     | 4     | 0        | 0        | 0        | 4     | 1     | 0     | 0        | 0     | 0     | 0     | 0     | 0     | 2     | 0        | .267  | .267     | .267     | .533  |
| 1973      | 広島                 | 77    | 162   | 140   | 7     | 32    | 4        | 0        | 4        | 48    | 9     | 1     | 1        | 1     | 0     | 19    | 4     | 2     | 20    | 3        | .229  | .329     | .343     | .672  |
| 1974      | 広島                 | 95    | 283   | 255   | 19    | 68    | 12       | 0        | 6        | 98    | 26    | 2     | 1        | 0     | 1     | 27    | 2     | 0     | 38    | 10       | .267  | .336     | .384     | .720  |
| 1975      | 太平洋 クラウン 西武 | 55    | 126   | 113   | 9     | 27    | 5        | 0        | 3        | 41    | 15    | 1     | 0        | 1     | 2     | 8     | 0     | 2     | 7     | 3        | .239  | .296     | .363     | .659  |
| 1976      | 太平洋 クラウン 西武 | 77    | 247   | 225   | 11    | 60    | 6        | 1        | 2        | 74    | 17    | 1     | 0        | 10    | 1     | 10    | 1     | 1     | 27    | 6        | .267  | .300     | .329     | .628  |
| 1977      | 太平洋 クラウン 西武 | 13    | 14    | 13    | 0     | 2     | 1        | 0        | 0        | 3     | 0     | 0     | 0        | 0     | 0     | 1     | 1     | 0     | 2     | 1        | .154  | .214     | .231     | .445  |
| 1978      | 太平洋 クラウン 西武 | 28    | 27    | 24    | 0     | 5     | 1        | 0        | 0        | 6     | 0     | 0     | 2        | 1     | 0     | 1     | 0     | 1     | 7     | 0        | .208  | .269     | .250     | .519  |
| 1979      | 太平洋 クラウン 西武 | 45    | 70    | 63    | 7     | 14    | 4        | 0        | 1        | 21    | 7     | 1     | 0        | 0     | 2     | 4     | 0     | 1     | 11    | 7        | .222  | .271     | .333     | .605  |
| 通算：9年 | 通算：9年            | 418   | 967   | 871   | 53    | 214   | 33       | 2        | 16       | 299   | 76    | 6     | 4        | 13    | 6     | 70    | 8     | 7     | 122   | 30       | .246  | .305     | .343     | .648  |

- 太平洋（太平洋クラブライオンズ）は、1977年にクラウン（クラウンライターライオンズ）に、1979年に西武（西武ライオンズ）に球団名を変更

### 年度別守備成績
| 1971 | 15  | 7   | 5   | 2  | .286 |
| 1972 | 7   | 4   | 3   | 1  | .250 |
| 1973 | 66  | 41  | 28  | 13 | .317 |
| 1974 | 90  | 78  | 42  | 36 | .462 |
| 1975 | 47  | 45  | 36  | 9  | .200 |
| 1976 | 75  | 70  | 49  | 21 | .300 |
| 1977 | 2   | 2   | 2   | 0  | .000 |
| 1978 | 27  | 15  | 10  | 5  | .333 |
| 1979 | 35  | 27  | 21  | 6  | .222 |
| 通算 | 364 | 289 | 196 | 93 | .322 |

### 記録
- 初出場：1971年4月11日、対読売ジャイアンツ2回戦（後楽園球場）、6回表に田中尊の代打で出場
- 初打席：同上、6回表に山内新一の前に三振
- 初安打：1971年6月16日、対読売ジャイアンツ9回戦（広島市民球場）、9回裏に堀内恒夫から
- 初先発出場：1971年7月7日、対阪神タイガース17回戦（広島市民球場）、8番・捕手で先発出場
- 初打点：1971年7月13日、対中日ドラゴンズ12回戦（中日スタヂアム）、5回表に星野仙一から適時三塁打
- 初本塁打：1973年7月4日、対読売ジャイアンツ12回戦（後楽園球場）、5回表に新浦寿夫から左越ソロ

### 背番号
- 37 （1970年 - 1974年）
- 10 （1975年 - 1980年途中）
- 44 （1980年途中 - 同年終了）